# Clément Couturier
Clément Couturier (Chaumont, 13 de septiembre de 1993) es un futbolista francés que juega de centrocampista en el F. C. Fleury 91.
Jugando para Les Herbiers VF, él y su equipo lograron el hito de llegar a la final de la Copa de Francia de Fútbol 2017-18, cuando el equipo jugaba en el Championnat National, la tercera división del fútbol en Francia. Les Herbiers perdió la final frente al Paris Saint-Germain. 
Un año después se clasificó con el F91 Dudelange luxemburgués para la Liga Europa de la UEFA 2018-19. El Dudelange se convirtió así en el primer equipo de Luxemburgo en jugar una competición europea.

## Clubes
| Club                   | País       | Año       |
| ---------------------- | ---------- | --------- |
| F. C. Montceau         | Francia    | 2014-2015 |
| A. S. M. Belfort       | Francia    | 2015-2016 |
| F. C. Chambly          | Francia    | 2016-2017 |
| Les Herbiers VF        | Francia    | 2017-2018 |
| F91 Dudelange          | Luxemburgo | 2018-2019 |
| RE Virton              | Bélgica    | 2019-2020 |
| F. C. Argeș Pitești    | Rumania    | 2020-2021 |
| F. C. Bastia-Borgo     | Francia    | 2021      |
| F. C. Swift Hesperange | Luxemburgo | 2021-2024 |
| F. C. Villefranche     | Francia    | 2024-2025 |
| F. C. Fleury 91        | Francia    | 2025-     |

## Palmarés

### Títulos nacionales
| Título                          | Club                   | País       | Año  |
| ------------------------------- | ---------------------- | ---------- | ---- |
| División Nacional de Luxemburgo | F91 Dudelange          | Luxemburgo | 2019 |
| Copa de Luxemburgo              | F91 Dudelange          | Luxemburgo | 2019 |
| División Nacional de Luxemburgo | F. C. Swift Hesperange | Luxemburgo | 2023 |